# 1,3-ジクロロプロパン
1,3-ジクロロプロパン（英語: 1,3-dichloropropane）は、塩素、水素、炭素からなる化合物である。1,3-ジクロロプロペンを含む土壌燻蒸剤の汚染物質として検出されることがある。急性毒性は低い。